# Chahna
Chahna (em árabe: شحنة) é uma cidade e comuna localizada na província de Jijel, Argélia. Segundo o censo de 2008, a população total da cidade era de 8 781 habitantes.